# Влейкулешть
Влейкулешть, Влейкулешті (рум. Vlăiculești) — село у повіті Келераш в Румунії. Входить до складу комуни Іляна.
Село розташоване на відстані 48 км на схід від Бухареста, 67 км на північний захід від Келераші, 142 км на південний захід від Галаца, 144 км на південний схід від Брашова.

## Населення
За даними перепису населення 2002 року у селі проживали 252 особи, усі — румуни. Усі жителі села рідною мовою назвали румунську.